# Seneca megye (Ohio)
Seneca megye az Amerikai Egyesült Államokban, azon belül Ohio államban található. Megyeszékhelye és legnagyobb városa Tiffin. Lakosainak száma 55 069 fő (2020. április 1.). Seneca megye Sandusky, Crawford, Huron, Wyandot, Hancock és Wood megyékkel határos.

## Népesség
A megye népességének változása:
| Lakosok száma | 56 621 | 56 417 | 56 033 | 55 914 | 55 610 | 55 069 |
|               | 2010   | 2011   | 2012   | 2013   | 2015   | 2020   |